# Claude Antoine Druon Rochon
Claude Antoine Druon Rochon est un maître écrivain français actif durant le troisième quart du XVIIIe siècle.
En 1789, il était dit « écrivain du cabinet du Roi, & maître à écrire des princes » (Journal de Versailles, n° 36, 21 septembre 1789).

## Biographie
Il est probablement de la famille de Jacques Rochon, un maître écrivain reçu le 3 février 1680 dans la Communauté des maîtres écrivains jurés de Paris. 
Établi à Versailles, il est maître d’écriture des princes de France, « professeur d'écritures de Mgr le duc d'Angoulême et de Mademoiselle, et maître à écrire des pages ». À ce titre il donna des leçons à Charles Ferdinand d'Artois, duc de Berry. C’est dans ce contexte qu’intervient l’anecdote citée plus bas (si l’on fait l’hypothèse que l’enfant a six ans, l’épisode se situerait vers 1782).
En 1775, il est dit « de l'académie royale d'écriture, professeur en cet art à l'école des chevaux-légers & des pages de la chambre des princes » (Journal politique, octobre 1775, p. 38).
Il passe en juin 1763 un avis dans le Mercure de France (p. 181), concernant la publication de deux planches de principes d’écritures.
Il était membre de l'Académie royale d'écriture.
Il avait épousé Marie Louise Ledreux.

## Œuvres
- Pièces de principes d'écriture, par le sieur Rochon, maître à écrire & d'arithmétique à Versailles. « Ces deux pièces, gravées sur une seule feuille, renferment généralement tout ce qui concerne l'écriture. Elles sont dédiées à M. le Comte de Noailles, & se vendent chez l'Auteur même, à Versailles. » (Mercure de France, janvier 1763).
- Rochon a dessiné un portrait de Louis XV, en buste, sur un piédestal, « entouré d'une bordure surmontée d'un cartouche, & d'une couronne royale, le tout dessiné d'un seul trait d'écriture suivi ». Il a présenté ce dessin au Roi. (Journal politique, janvier 1768, p. 50).

Ce portrait fut gravé l'année suivante : Le portrait du Roi en buste sur un pieddestal d'un seul trait d'écriture suivi sans aucune interruption ; & grandes pièces de principes d'écriture. Paris, Pelletier, et Versailles, Blaisot. Signalé dans L'Avant-coureur, 1769, p. 644.
- Dernières paroles de feu Mgr le Dauphin à Mgrs ses enfants. Ce dessin fut présenté au Roi en 1775. « Elles sont contenues dans un cartouche d'un trait de plume suivi, orné de figures & d'attributs allégoriques relatifs au sujet qu'il renferme. » (Journal politique, ou Gazette des gazettes, octobre 1775, p. 38).
- Portrait de Louis XVI en traits de plume (cité par Carteret, Papeterie et papetiers de l'ancien temps, p. 319).

## Anecdotes
Un M. Rochon, maître d’écriture des jeunes princes, avait éprouvé une perte considérable causée par un incendie. Mgr le duc de Berry pria son gouverneur de lui donner vingt-cinq louis pour le pauvre Rochon. M. le duc de Sérent y consentit, mais à condition que le prince satisferait son maître pendant quinze jours, sans lui parler des vingt-cinq louis. Voilà Monseigneur à l’ouvrage ; il trace de grandes lettres, le moins de travers possible. Rochon s’émerveille à ce changement subit, et ne cesse d’applaudir à son élève. Les quinze jours se passent : Mgr le duc de Berry reçoit les vingt-cinq louis et les porte triomphant à Rochon. Celui-ci, ne sachant si le gouverneur consentait à cette générosité, refuse de recevoir l’argent. L’enfant insiste ; le maître se défend. L’impatience saisit le jeune prince, qui s’écrie en jetant les vingt-cinq louis sur la table : « Prenez-les, ils m’ont coûté assez cher : c’est pour cela que j’écris si bien depuis quinze jours ! ».